# Josh Coxx
Joshua Coxx (Manhattan (New York), 9 april 1964) is een Amerikaans acteur.

## Carrière
Coxx begon in 1986 met acteren in de televisieserie One Life to Live, waarna hij nog meerdere rollen speelde in televisieseries en films. Hij is vooral bekend van zijn rol als verpleger Peter Riggs in de televisieserie Strong Medicine waar hij in 131 afleveringen speelde (2000-2006).

## Persoonlijk Leven
Coxx is in 2007 getrouwd met actrice Wendy Braun met wie hij twee kinderen heeft. Naast het acteren is hij ook actief met zijn hobby als poppenspeler.

## Filmografie

### Films
Uitgezonderd korte films.
- 2023 Young, Sexy & Dead - als Phillippe
- 2017 Afterburn/Aftershock - als Ian Pembry
- 2011 Thor - als Frost Giant Hailstrum
- 2010 Drop Dead Gorgeous - als Phillipe
- 2010 Fudgy Wudgy Fudge Face - als Stank
- 2009 The Last House on the Left - als Giles
- 2006 A.I. Assault - als Jack McKenna
- 2004 I Pass for Human - als Rick
- 2001 Backgammon - als Karsten
- 1998 Babylon 5: The River of Souls - als luitenant David Corwin
- 1998 Babylon 5: Thirdspace - als luitenant David Corwin
- 1991 The People Under the Stairs - als jonge politieagent
- 1991 The Runestone - als Crossley

### Televisieseries
Uitgezonderd eenmalige gastrollen.
- 2020-2022 General Hospital - als Brendon Byrne - 12 afl.
- 2015 Nashville - als Wade Cole - 3 afl.
- 2014-2015 Perception - als agent Drexler - 3 afl.
- 2000-2006 Strong Medicine - als verpleger Peter Riggs - 131 afl.
- 1994-1998 Babylon 5 - als luitenant David Corwin - 35 afl.
- 1986 One Life to Live - als dr. Daniel Wolek - 3 afl.

### Computerspellen
- 2022 Horizon: Forbidden West - als Tekotteh
- 2019 Need for Speed: Heat - als Frank Mercer
- 2017 Horizon Zero Dawn - als Tekotteh
- 2015 Disney Infinity 3.0 - als stem

- Bibliothèque nationale de France: cb141671394 (data)
- International Standard Name Identifier: 0000 0001 1049 6183
- Library of Congress Control Number: no2019005046
- Virtual International Authority File: 29741996